# Guerra de la Ribagorça
S'anomena guerra de la Ribagorça o guerra de Ribagorça a un enfrontament en el Comtat de Ribagorça a la fi del segle xvi que va marcar el final del comtat.
Ferran II de Ribagorça heretà el comtat de Ribagorça per la mort del seu pare el 1581 i hagué de fer front a la revolta dels seus vassalls ribagorçans, als quals derrotà amb la presa de Benavarri el 1587, on prengué i feu degollar el capitost Joan d'Àger per restablir la seva autoritat amb el suport dels Bardaxí de Benasc, oposats a Joan d'Àger, i de Luprecio de Latràs, bandoler de Bearn. Els revoltats continuaren resistint, i la revolta va coincidir amb les Alteracions d'Aragó provocades a Aragó per Antonio Pérez del Hierro i el Virrei d'Aragó, Diego Fernández de Cabrera-Bobadilla y de Mendoza, comte de Chinchón i enemic de la casa de Vilafermosa, ajudat pel bandoler minyó de Montellà empresonà Ferran II de Ribagorça el 1591 acusat de complicitat en les alteracions i el forçà a renunciar al comtat de Ribagorça en favor de la corona, i portat al castell de Burgos i a Miranda de Ebro, on morí.
Francesc I de Vilafermosa, germà de Ferran II va continuar la lluita pel comtat de Ribagorça, del qual s'autoanomenava Francesc I de Ribagorça fins al 1598, quan finí.